# Район червоних ліхтарів (фільм)
«Район червоних ліхтарів» (яп. 赤線地帯, акасен тітай), в американському прокаті — Вулиця сорому (англ. Street of Shame) — японський фільм 1956 року, поставлений режисером Кендзі Мідзогуті за повістю Йосідо Сібакі «Susaki nо оnnа». Фільм брав участь в конкурсній програмі Венеційського міжнародного кінофестивалю 1956 року, де режисер був відзначений Спеціальною згадкою журі .

## Сюжет
Йошивара, квартал насолод в Токіо, процвітає вже три століття. Але в 1956 році парламент обговорює законопроєкт про заборону проституції. Цей проєкт тривожить та обурює хазяїна і хазяйку будинку розпусти «Рай», куди якраз приходить новенька Мікі (Мачіко Кьо). Вона донька торговця з Кобе; втекла з будинку і деякий час жила з американськими солдатами. Вона красива, позбавлена комплексів і має твердий намір заробити якомога більше грошей; а гроші завжди їй потрібні, щоб тамувати потяг до розкоші: парфумам, коштовностям, убранням тощо.
Несподівано в публічний будинок приїжджає син іншої повії, Юмеко. Він знайшов роботу на заводі та хоче побачитися з матір'ю. Юмеко не бажає приймати сина в такій обстановці. Син усвідомлює, де працює мати, і відчуває якнайглибший сором. Пізніше мати призначає йому зустріч десь в Токіо. Вона пояснює, що зайнялася цією професією, щоб виростити його, але син все одно говорить, що не бажає більше її бачити. Юмеко ж сподівалася оселитися з ним. Повернувшись в «Рай», вона божеволіє, і її відвозить «швидка». Мікі відбиває клієнта у Йорі — повії старшої за неї. Йорі ображає і Мікі, і свого колишнього клієнта. «Той, хто платить, вибере свіжу рибу замість тухлої», — спокійно відповідає клієнт. Йорі плаче, але втішає себе думками про швидке весілля з селянином. Користуючись статтею закону, ще не прийнятого парламентом, за якою повії звільняються від боргів перед власниками публічних будинків, якщо вирішать піти з професії, Йорі їде з Токіо до свого нареченого, але невдовзі повертається. У селі з нею поводилися як із служницею або рабинею. «Принаймні тут, — говорить вона подругам, — я витрачаю зароблені гроші сама».
Ханае працює в «Раю» неповний робочий день, щоб прогодувати туберкульозного чоловіка і маленьку дитину. Одного разу вона повертається додому, коли чоловік вже зібрався повіситися. Вона виймає чоловіка із зашморгу і в пориві гніву звинувачує його в боягузтві.
До Мікі приходить батько. Заради честі сім'ї він закликає її повернутися додому. Від батька Мікі дізнається, що її мати померла рік тому. Батько вже встиг одружитися зі своєю колишньою коханкою. Мікі звинувачує його в тому, що він змучив її матір своїми нескінченними загулами. Вона поводиться з ним, як з клієнтом, і робить вигляд, ніби хоче затягнути його в ліжко. Він з жахом рятується втечею. «Яка мелодрама!» — вигукує вона після того, як він пішов.
Ясумі на прізвисько «Банкір» думає лише про те, як би заощадити. Вона витягає гроші з клієнта, який хоче з нею одружитися. Потім вона оголошує йому: «Я торгую тілом, але моє життя не продається». Клієнт украв ці гроші у своєї компанії, а тому влаштовує скандал в «Раю», щоб повернути їх, та нівечить Ясумі. Його розшукує поліція. Пізніше Ясумі привласнює магазин тканин і постільного приладдя, яким володів нещасний клієнт, стає постачальницею «Раю» і пропонує колишнім колегам послуги лихварки. Ухвалення закону проти проституції відкладене. Зовсім юна дівчинка, донька шахтаря, постраждалого під час аварії, приступає до роботи. Хазяйка вперше гримує її, причісує і наряджає гейшею. Мікі підбадьорює її: «Думай про тих, хто віддається безкоштовно. Працюй з вогником». Дівчинка скромно стріляє очима клієнтам.

## У ролях
| • Мачіко Кьо      | … | Мікі        |
| • Аяко Вакао      | … | Ясумі       |
| • Мітійо Когуре   | … | Ханае       |
| • Айко Мімасу     | … | Юмеко       |
| • Кумеко Урабе    | … | Отане       |
| • Ясуко Кавакамі  | … | Сідзуко     |
| • Хіроко Матіда   | … | Йорі        |
| • Садако Савамура | … | Тацуко Тайя |

## Знімальна група
- Автор сценарію — Масасіґе Нарусава за повістю Йосідо Сібакі «Susaki nо оnnа»
- Режисер-постановник — Кендзі Мідзогуті
- Продюсер — Масаїті Нагата
- Оператор — Кадзуо Міягава
- Композитор — Тосіро Маюдзумі
- Монтаж — Кандзі Суганума
- Художник-постановник — Хісао Ічікава, Хіроші Мідзутані
- Художник по костюмах — Шугіо Того
- Художник-декоратор — Сигехару Онда

## Критика
Фільм мав великий комерційний успіх і, як то кажуть, допоміг просуванню нового закону про проституцію, прийнятому в 1957 р.
У своєму останній роботі Мідзогуті повертається до тематики 1930-40-х років, тема боротьби проти утиску жінок неодноразово піднімалася впродовж усієї кар'єри режисера, але виражена в стилістиці 1950-х. З одного боку фільм цілком відповідає стилістиці голлівудського кіно, але в той же час і не втратив особливості персонального стилю пізнього Мідзогуті.
У порівнянні з фільмами «Гіонські сестри» 1936 року і «Полум'я мого кохання» 1949 року в «Районі червоних ліхтарів» камера працює вільніше, немає довгих статичних планів. Як і в «Сестрах», глядач не може ідентифікуватися ні з однією з героїнь, але причиною цього є переплетіння сюжетних ліній, а не неоднозначність характерів.

## Визнання
| Нагороди та номінації фільму «Район червоних ліхтарів» | Нагороди та номінації фільму «Район червоних ліхтарів» | Нагороди та номінації фільму «Район червоних ліхтарів» | Нагороди та номінації фільму «Район червоних ліхтарів» | Нагороди та номінації фільму «Район червоних ліхтарів» | Нагороди та номінації фільму «Район червоних ліхтарів» |
| Рік                                                    | Кінофестиваль/кінопремія                               | Категорія/нагорода                                     | Номінант                                               | Результат                                              |                                                        |
| ------------------------------------------------------ | ------------------------------------------------------ | ------------------------------------------------------ | ------------------------------------------------------ | ------------------------------------------------------ | ------------------------------------------------------ |
| 1956                                                   | Венеційський міжнародний кінофестиваль                 | Золотий лев                                            | Район червоних ліхтарів                                | Номінація                                              |                                                        |
| 1956                                                   | Венеційський міжнародний кінофестиваль                 | Спеціальна згадка журі                                 | Кендзі Мідзогуті                                       | Перемога                                               |                                                        |
| 1957                                                   | Премія Майніті                                         | Найкраща акторка другого плану                         | Район червоних ліхтарів                                | Перемога                                               |                                                        |